# Ten Inch Hero
Ten Inch Hero ist eine US-amerikanische Liebeskomödie aus dem Jahr 2007. Regie führte David Mackay, das Drehbuch schrieb Betsy Morris. Der Film wurde direkt auf DVD veröffentlicht. Er wurde im Erscheinungsjahr auf den Filmfestivals in Phoenix, Newport Beach und Santa Cruz aufgeführt.

## Handlung
Piper zieht nach Santa Cruz, um dort Kunst zu studieren. Sie sucht außerdem ihre Tochter, die sie auf Wunsch ihrer Mutter zur Adoption freigeben musste. In der achtjährigen Julia, die mit ihrem Vater Noah in Santa Cruz wohnt, glaubt sie, ihre Tochter wiedergefunden zu haben. Piper bewirbt sich um eine Stelle im Sandwich-Shop des Althippies Trucker und wird sofort eingestellt. Sie freundet sich mit ihren Arbeitskollegen, dem punkigen Koch Priestly, der promiskuitiven Tish und der schüchternen Jen an und stellt kurz darauf Kontakt zu Noah und seiner Tochter her. Während Piper immer intensivere Bande zu Julia knüpft, geht Tish zu Priestlys Missfallen mit dem Schönling Tadd aus, der immer in Begleitung seines Mitbewohners Brad erscheint. Jen, die seit einem Jahr mit Fuzzy22 chattet, entschließt sich dazu, ihre Online-Bekanntschaft zu treffen und Trucker schwärmt immer mehr für Zo, die Besitzerin eines Ladens gegenüber dem Sandwich-Shop. Piper und Tish begleiten Jen zu ihrem Blind Date – das Jen sofort verlässt, als sie erkennt, dass Fuzzy22 ein gutaussehender Mann ihres Alters ist. Nach dem geplatzten Treffen meldet sich Fuzzy22 am Abend bei Jen über den Chat, doch Jen ist bereits gegangen und hat vergessen sich am Rechner abzumelden. Priestly ergreift die Gelegenheit und erklärt Fuzzy22 die Situation. 
Tish schläft mit Tadd, als die Tür des Schlafzimmers aufgeht und Brad eintritt – die beiden Männer möchten zu dritt Sex haben. Tish will das nicht, und es kommt zum Streit, in dessen Verlauf Tish mit der Stirn auf die Kante einer Kommode fällt und eine Platzwunde davonträgt. 
Piper erfährt, dass Julia nicht wie gedacht ihre Tochter ist, und verlässt überstürzt den ahnungslosen Noah. Trucker verprügelt Tadd, der Tish nicht in Ruhe lassen will. 
Fuzzy22 kommt in den Sandwichladen und lädt Jen zu einem Rendezvous ein, und auch Priestly, äußerlich völlig verändert, bittet Tish um ein solches. Piper und Noah sprechen sich aus und beginnen eine Beziehung, ebenso wie Trucker und Zo.

## Filmmusik
Die Filmmusik stammt von Don Davis, Bethany Joy Lenz sang mit The Long Way, Get Your Love and Something Familiar drei Lieder für den Soundtrack ein.